# (5898) 1985 KE
Az (5898) 1985 KE a Naprendszer kisbolygóövében található aszteroida. Alan Gilmore és Pamela M. Kilmartin fedezte fel 1985. május 23-án.